# Dolmed Montes
I Dolmed Montes sono una struttura geologica della superficie di Titano.